# Konczan
Konczan herbu Wąż (ur. w XIV w., zm. w XV w.) – bojar litewski, adoptowany podczas unii horodelskiej (1413).
Nosił nazwisko patronimiczne Sukowicz.

## Życiorys
W 1413 roku podczas unii horodelskiej doszło do przyjęcia przez polskie rodziny szlacheckie, bojarów litewskich wyznania katolickiego (tzw. adopcja herbowa). Jednym z ważniejszych dowodów tamtego wydarzenia jest istniejący do dziś dokument, do którego przyczepione są pieczęcie z wizerunkami herbów szlacheckich.

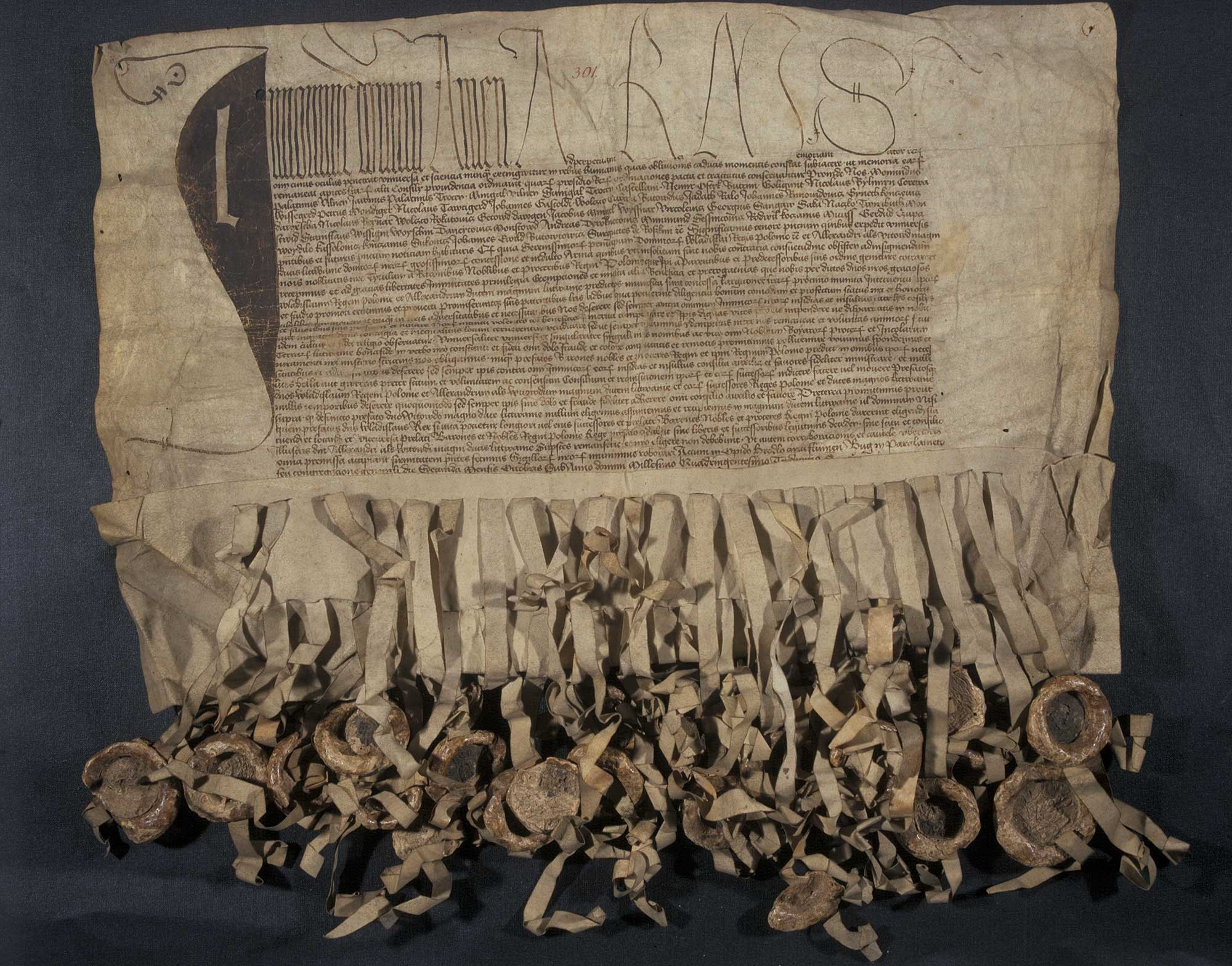
Dokument unii horodelskiej z 1413 roku z przyczepionymi pieczęciami

Z dokumentu dowiadujemy się o istnieniu Konczana, który został adoptowany przez przedstawicieli Wężyków. Jednakże, z powodu braku wystarczającej ilości zachowanych źródeł historycznych, nie udaje się odnaleźć na jego temat większej ilości informacji.

### Życie prywatne
Z uwagi na popularne w ówczesnych czasach w Wielkim Księstwie Litewskim, nazwiska patronimiczne (czyli nazwiska utworzone na podstawie imienia ojca), można wywnioskować, że jego ojciec nosił imię Suk.